# カールストン・ハリス
カールストン・ハリス（Carlston Harris、1987年7月9日 - ）は、ガイアナの男性総合格闘家。スケルドン出身。リオデジャネイロ州リオデジャネイロ在住。レノバソン・ファイトチーム所属。元BRAVE CFウェルター級王者。ガイアナ人初のUFC選手。

## 来歴
2007年、出稼ぎの為にガイアナからブラジルのマナウスに移住し、自動車整備士として働いた。また、当時はボクシングとルタ・リーブリを経験し、海賊版のDVDでBJ・ペン対ディエゴ・サンチェスを観たのをきっかけに、総合格闘家になることを決意した。2011年、プロ総合格闘技デビュー。

### UFC
2021年5月8日、UFC初参戦となったUFC on ESPN: Rodriguez vs. Watersonでクリスチャン・アギレラと対戦し、アナコンダチョークで1R一本勝ち。パフォーマンス・オブ・ザ・ナイトを受賞した。
2022年2月5日、UFC Fight Night: Hermansson vs. Stricklandでシャフカト・ラフモノフと対戦し、右スピニングバックキックでダウンを奪われパウンドで1RKO負け。
2023年8月5日、UFC on ESPN: Sandhagen vs. Fontでジェレマイア・ウェルズと対戦し、試合を通して劣勢に立たされるも、3Rにアナコンダチョークで逆転のテクニカル一本勝ち。パフォーマンス・オブ・ザ・ナイトを受賞した。

## 戦績
| 総合格闘技 戦績 | 総合格闘技 戦績 | 総合格闘技 戦績 | 総合格闘技 戦績 | 総合格闘技 戦績 | 総合格闘技 戦績 | 総合格闘技 戦績 |
| --------------- | --------------- | --------------- | --------------- | --------------- | --------------- | --------------- |
| 26 試合         | (T)KO           | 一本            | 判定            | その他          | 引き分け        | 無効試合        |
| 19 勝           | 5               | 6               | 8               | 0               | 0               | 0               |
| 7 敗            | 4               | 0               | 3               | 0               | 0               | 0               |

| 勝敗 | 対戦相手                         | 試合結果                                        | 大会名                                        | 開催年月日     |
| ×    | サンチアゴ・ポンジニッビオ       | 3R 3:13 TKO（スタンドパンチ連打）               | UFC Fight Night: Dern vs. Ribas 2             | 2025年1月11日  |
| ×    | ケイオス・ウィリアムズ           | 1R 1:30 KO（右フック）                          | UFC Fight Night: Barboza vs. Murphy           | 2021年11月13日 |
| ○    | ジェレマイア・ウェルズ           | 3R 1:50 アナコンダチョーク                      | UFC on ESPN 50: Sandhagen vs. Font            | 2023年8月5日   |
| ○    | ジャレッド・グッデン             | 5分3R終了 判定3-0                               | UFC Fight Night: Yan vs. Dvalishvili          | 2023年3月11日  |
| ×    | シャフカト・ラフモノフ           | 1R 4:10 KO（右スピニングバックキック→パウンド） | UFC Fight Night: Hermansson vs. Strickland    | 2022年2月5日   |
| ○    | インパ・カサンガナイ             | 1R 2:38 TKO（パウンド）                         | UFC Fight Night: Smith vs. Spann              | 2021年9月18日  |
| ○    | クリスチャン・アギレラ           | 1R 2:52 アナコンダチョーク                      | UFC on ESPN 24: Rodriguez vs. Waterson        | 2021年5月8日   |
| ○    | サイード・イザガクマエフ         | 2R 2:36 アナコンダチョーク                      | UAE Warriors 15                               | 2021年1月15日  |
| ○    | アレックス・サントス             | 2R 1:12 KO（パンチ）                            | Shooto Brazil 101                             | 2020年9月27日  |
| ○    | クラウディオ・ロチャ             | 1R TKO（パンチ連打）                            | Shooto Brazil 99                              | 2019年12月20日 |
| ×    | ジャラ・フセイン・アル＝シラウィ | 1R 3:51 TKO（パンチ連打）                       | Brave CF 16 【BCFウェルター級タイトルマッチ】 | 2018年9月21日  |
| ○    | カール・ブース                   | 5分3R終了 判定3-0                               | Brave CF 16 【BCFウェルター級王座決定戦】     | 2017年8月12日  |
| ○    | チアゴ・ヴィエイラ               | 2R 1:04 TKO（パウンド）                         | Brave CF 3                                    | 2017年3月18日  |
| ○    | ウェリントン・トゥルマン         | 5分3R終了 判定3-0                               | Imortal FC 6                                  | 2016年12月10日 |
| ○    | ウェリントン・ビセンテ           | 1R 1:31 肩固め                                  | Skull Fighting Championship 1                 | 2016年8月20日  |
| ×    | フリオ・セザール・アンドラージ   | 5分3R終了 判定1-2                               | WOCS 43 【WOCSウェルター級タイトルマッチ】    | 2016年6月25日  |
| ○    | ミシェル・ペレイラ               | 5分3R終了 判定3-0                               | XFC International 12                          | 2015年11月28日 |
| ○    | パウロ・セザール                 | 1R 4:03 ブラボーチョーク                        | XFC International 9                           | 2015年3月14日  |
| ○    | アリエル・ジェイガー             | 5分3R終了 判定3-0                               | XFC International 7                           | 2014年11月1日  |
| ○    | クラウディオ・ロチャ             | 5分3R終了 判定3-0                               | Cage Combat: Pro MMA 7                        | 2014年6月21日  |
| ○    | クレイトン・プリスコ             | 5分3R終了 判定3-0                               | Bitetti Combat 15                             | 2013年5月11日  |
| ○    | ジョイルトン・ルッターバッハ     | 5分3R終了 判定3-0                               | Bitetti Combat 14                             | 2013年3月9日   |
| ○    | アルド・オカンポス               | 3R 2:21 TKO（パンチ連打）                       | Cage Combat: International Cage Combat 2      | 2012年8月25日  |
| ×    | フェルナンド・ブルーノ           | 5分3R終了 判定0-3                               | Shooto Brazil 28                              | 2012年3月10日  |
| ○    | ブルーノ・レナセル               | 1R 2:16 肩固め                                  | Beija-Flor Fight Combat                       | 2011年12月3日  |
| ×    | クリスティアーノ・マルケス       | 5分3R終了 判定1-2                               | Apocalypse Fighting Championship              | 2011年10月8日  |

## 獲得タイトル
- 初代BRAVE CFウェルター級王座（2018年）

## 表彰
- UFC パフォーマンス・オブ・ザ・ナイト（2回）